# Glagoljica
Glagoljica je vrsta alfabetskoga pisma za koje se smatra da je osmišljeno tj. potpuno ispočetka stvoreno sredinom 9. stoljeća s ciljem jednostavnijega zapisivanja slavenskih jezika za potrebe širenja kršćanstva među slavenskim narodima. To je pismo stvoreno za glasovni sustav govora okolice Soluna, na temelju kojega je razvijen prvi slavenski književni jezik: crkvenoslavenski književni jezik. Postoji četrdesetak teorija o postanku glagoljice koje su iznijeli svjetski i hrvatski povjesničari, paleografi i jezikoslovci.
Hrvati su živu uporabu glagoljice u svojim liturgijskim i upravno-pravnim tekstovima održali do 19. stoljeća te glagoljicu (uz latinicu i hrvatsku ćirilicu) smatraju svojim nacionalnim pismom. Republika Hrvatska proglasila je 2014. godine „umijeće čitanja, pisanja i tiskanja glagoljice” hrvatskim nematerijalnim kulturnim dobrom te je odredila mjere zaštite (NN 64/2014).

## Naziv pisma
Budući da je Katolička Crkva priznavala jeronimsku teoriju o postanku glagoljice, u svojim ju je latinskim tekstovima nazivala Charactere Hieronymiano („jeronimovskim slovima”), za razliku od ćirilice, koja je Charactere Cyrilliano („ćirilovskim slovima”).
Stoljećima su glagoljica i ćirilica jedna drugoj posuđivale ime. Novgorodski svećenik Oupir Lihi (staroruski: Оупирь Лихыи) 1047. godine zapisao je u svojim Proročkim knjigama s tumačenjem sintagmu, da su knjige prepisane iz kurilovice. Budući da su same knjige napisane na ćirilici, logično je da se naziv kurilovica odnosi na samu glagoljicu. U dubrovačkim dokumentima iz 15. i 16. stoljeća popovi glagoljaši nazivaju se presbyteri chiurilice. Također, Poljičani svoju ćirilicu nazivaju glagoljicom, stoga je vidljivo miješanje imena tijekom povijesti.
Naziv glagoljica nastao je na hrvatskom prostoru jer nastaje tek potkraj srednjega vijeka (termin glagoljski nastaje u 16. stoljeću), to je vrijeme kada su glagoljicom pisali još samo Hrvati.
Riječ glagoljica nastala je prema glagoljati. Taj glagol ima dva značenja:
1. služiti misu (misiti) na staroslavenskom jeziku
2. pričati, govoriti, divaniti.

Smatra se da je sama riječ nastala iz praslavenskog *golgoljati što je u hrvatskome dalo glagoljati.

## Raspored slova
Glagoljica ima drugačiji raspored slova od današnje latinice, umjesto s a, b, c, d, počinje s a, b, v, g, a svako slovo ima i svoje ime što je u trenutku nastanka glagoljice trebalo omogućiti lakše pamćenje: a je az, b je buky, v je vêdê itd. Prema prva dva slova ovaj se grafemski sustav naziva se azbukom.
Glagoljična se azbuka sastoji od 38 grafema ili znakova, a današnja hrvatska abeceda od 30. Staroslavenski jezik, za koji je glagoljica i sastavljena, imao je nešto drugačiji glasovni sustav od današnjeg hrvatskog jezika. U glagoljici nisu postojali posebni znakovi za brojeve nego su isti znakovi označavali i slova i brojeve, ako je znak imao točku sa svake strane ili ligaturu iznad, označavao je broj. Glagoljicom piše sav slavenski svijet sve do 12. stoljeća kada počinje pravladavati ćirilica kao drugo slavensko pismo, od 14. stoljeća u uporabi je sve češće latinica koja preuzima dominaciju u 16. stoljeću. Prvi spomenik pisan latinicom na hrvatskom – ne latinskom – jeziku jest Red i zakon zadarskih dominikanki iz 1345. godine. Glagoljica se u to vrijeme održala još jedino u Hrvatskoj gdje je u razdoblju od 13. do 16. stoljeća nastao i novi glagoljski tip – uglata ili hrvatska glagoljica, tome svjedoči i Vrbnik kao mjesto s najviše glagoljskih tekstova na svijetu.

## Teorije o podrijetlu glagoljice
Postoji oko 40 znanstveno obrazloženih teorija ili dopuna prethodnih teorija o postanku glagoljice. Načelno se one mogu podijeliti na endogene i egzogene teorije. Egzogene teorije dokazuju da je glagoljica "nastala iz" nekoga drugoga već postojećega pisma. Endogene teorije dokazuju da je glagoljica pismo stvoreno neovisno od nekoga prije postojećega pisma. Jednu moguću definiciju endogenih teorija dala je Marica Čunčić: "Endogene teorije polaze od pretpostavke da je glagoljica nastala kao poseban grafički sustav koji se može iščitati iz nje same". Naravno, postoje teorije koje istovremeno dokazuju i egzogene i endogene okolnosti nastanka glagoljice.
Nadalje, teorije o postanku glagoljice mogu se odrediti kao predćirilometodske ili kao ćirilometodske. Predćirilometodske dokazuju da je glagoljica nastala prije misija Svete Braće, a ćirilometodske da je nastala u okviru tih misija.

### Jeronimska teorija
Jeronimska teorija je predćirilometodska endogena teorija prema kojoj je glagoljicu stvorio sv. Jeronim. Ujedno to je prva teorija o postanku glagoljice uopće, ali se ne može svrstati u znanstvene teorije. Katolička crkva priznavala je u srednjem vijeku takvo tumačenje postanka glagoljice te je na temelju toga objavljivala službene dokumente kojima je odobravala tzv. slavensku liturgiju i objavljivanje knjiga na glagoljici.
Hrvati su u prošlosti često posezali za tzv. jeronimskom teorijom koja je davno opovrgnuta. Prema njoj glagoljicu je stvorio sveti Jeronim. Katoličko bogoslužje pretpostavljalo je i latinski jezik, a glagoljaši su ga, uz latinski, vršili i na crkvenoslavenskom hrvatske redakcije, te su zbog toga često bili prozivani pa su se pokušali sakriti iza autoriteta sveca koji se rodio u Dalmaciji i preveo je Bibliju na latinski jezik – protiv toga Rim nije mogao pa je papa Inocent IV. 1248. godine omogućuje senjskoj biskupiji vršenje bogoslužja na narodnom jeziku što je uveliko olakšalo posao glagoljašima. Tezu je pobio Franjo Rački 1861. godine djelom Pismo slovjensko. Sveti Jeronim živio je u 4. stoljeću i – kada bi on bio autor glagoljice – nije vjerojatno da bi pismo ušla u uporabu tek 800 godina nakon njegove smrti.

### Egzogena teorija
Egzogena teorija traži ključ glagoljice u nekom stranom grafemskom sustavu, najčešće u grčkom alfabetu. Mnogi su istraživači smatrali da je temelj glagoljici bilo grčko kurzivno pismo iz 9. stoljeća. Za tu su se teoriju posebno zalagali Isaac Taylor i Vatroslav Jagić, stoga se ona često naziva Taylor-Jagićevom teorijom.
Drugi su pak istraživači poput Nikolaja Trubeckoja tvrdili, da se ona dijelom ugledala u grčki alfabet, a dijelom u neki drugi sustav, poput koptskog, hazarskog, sirijskog, gruzijskog, armenskog ili starožidovskog pisma.
Leopold Geitler glagoljicu je dovodio u vezu s protoalbanskim pismom, Klement Grubišić u vezu s vizigotskim pismom biskupa Wulfile, kojim je pisan Codex argenteus. Pavel Jakovlevič Černyh, Nikolaj Aleksandrovič Konstantinov i Lav Vladimirovič Čerepnjin dovodili su i glagoljicu i ćirilicu u vezu s nedešifriranim znakovima u Pričrnomorju te s ciparskim slogovnim pismom.
Josip Hamm u mladosti se zalagao za gotsku tezu te je glagoljicu dovodio u vezu s gotskim pismom.

### Endogena teorija
Godine 1939. Dietrich Gerhardt ustvrdio je, da glagoljica počinje križem. To je razradio i Georg Černohvostov smatrajući da se Konstantin Ćiril nije želio ugledati u strane sustave, boreći se protiv trojezične hereze, razradio je grafički ključ glagoljice iz nekoliko kršćanskih simbola: To su križ (simbol spasenja i Isusa), krug (simbol božanskog jedinstva i savršenstva) i trokut (simbol Svetog Trojstva).
Bugarski istraživač Petar Ilčev ključni je element našao u crtici, koja rotira pod kutom od 90°, a rjeđe pod kutom od 45° te katkad završava kružićem, ključnim elementom oble glagoljice i taj se element u tolikoj mjeri ne pojavjuje ni u jednom drugom pismu. Smatra da je veličina kruga predvidiva i ovisi o položaju u linijskom sustava. Vasil Dmitrov Jončev je opisao kružnicu i podijelio je na osam dijelova pokušavajući upisati sva glagoljska slova unutar te mreže. Unutar rozete podijeljene na osam dijelova, Jončev je uspostavio i linijski sustav od pet linija i četiri polja koja presjecaju rozetu. Tu mrežu naziva figurata modulom, a Marica Čunčić ju naziva rozetom. Neka druga znanstvena istraživanja potvrđuju njegovu tezu. Unutar rozete i linijskog sustava mogu se upisati sva glagoljična slova
Daljnja je istraživanja nastavio i Slavomir Sambunjak svojim djelom Gramatozofija Konstantina Filozofa, ali ponekad nepotrebno usložnjavajući Jončevu teoriju, zanemarujući granice mogućeg geometrijskog i simboličkog tumačenja.

### Egzogeno-endogena teorija
Endogeno-egzogena teorija pomiruje prethodne dvije, govori o dva niza grafema – engodenima i egzogenima. Prvi su karakteristični isključivo za glagoljicu i nemaju uzora ni u kojem drugom pismu. Drugi niz grafema nastao je po uzoru na druga pisma. Predstavnici ove teorije (Thorvi Eckhardt, Josip Hamm) smatraju da su se ta dva niza stopila i na taj način dala novo pismo. Vasil Jončev je na obali Crnog mora (Pliska) proučavao nepoznato slogovno pismo i shvatio je da je rozeta zapravo ključ pomoću kojeg se to pismo može dešifrirati. Ćiril je uspio dešifrirati pismo, a rozeta mu je pomagala pri pamćenju jer su se znakovi smjenjivali logički unutar rozete. Pretpostavlja se da je takvu rozetu uzeo kao grafički ključ pri stvaranju glagoljice. Tako možemo govoriti o endogeno-egzogenoj teroji jer je ista rozeta poslužila stvaranju nekog drugog pisma prije glagoljice.

## Vrste glagoljice
Poznato je da postoje dva tipa glagoljice – obla i uglata. Oblu glagoljicu poznavao je sav slavenski svijet, uglatu samo Hrvati jer nastaje u 13. stoljeću, a već u 12. stoljeću glagoljica ustupa mjesto ćirlici. Ovo je zanimljivo ako se u obzir uzme da ni najstariji glagoljski tekstovi nisu stariji od 10. stoljeća. Iz prethodnog bi se moglo pogrešno zaključiti kako je obla glagoljica nastariji glagoljski tip i da su ta dva (obli i uglati) jedini glagoljski tipovi. Neki tekstovi pisani oblim tipom imaju i nešto uglastije elemente. Moglo bi se pomisliti kako je riječ o prirodnom prijelazu iz oble k uglatoj, ali problem je u tome što su tekstovi pisani takvom glagoljicom često jezično arhaičniji od tekstova pisanih uglatom glagoljicom. Ako na jezično arhaičnijem tekstu nalazimo uglastije elemente koji ne znače prijelaz k mlađem glagoljskom tipu, može se samo zaključiti da je riječ o dotad nepoznatom i to najstarijem – tzv. trokutastom tipu za što je zaslužna hrvatska znanstvenica Marica Čunčić.
Trokutasta glagoljica vjerojatno je u uporabi bila od 9. do 10. stoljeća. Od 10. do 12 stoljeća u uporabi je obli tip glagoljice, a od 13. stoljeća Hrvati pišu uglatim tipom. Sva tri tipa izvode se iz Jončeve rozete, ali u svakom od tipova vladaju posebna pravila. Za razlikovanje tipova važno je crtovlje i važna su oka. Grafemi starijih tipova (trokutasta i obla) ne protežu se kroz cijelu rozetu kao što je slučaj s uglatom glagoljicom. Slova mogu biti u gornjem, donjem i središnjem dijelu rozete. Trokutasta glagoljica ima oka u obliku trokuta koji se uvijek dodiruju, obla ima okrugla oka koja su i nešto manjih dimenzija stoga je nužno da budu povezana crtama. Crte mogu biti ravne ili zakrivljene. Uglata glagoljica ima četvrtasta oka koja se također povezuju (ravnim) crtama.
| Obla (bugarska) glagoljica \| \| azъ \| \| myslite \| \| šta \| \| \| buky \| \| našь \| \| jerъ \| \| \| vĕdĕ \| \| onъ \| \| jery \| \| \| glagoljǫ \| \| pokoi \| \| jerь \| \| \| dobrĕ \| \| rьci \| \| ĕtъ \| \| \| estъ \| \| slovo \| \| jo \| \| \| živĕti \| \| tvrъdo \| \| ju \| \| \| Ʒĕlo \| \| ukъ \| \| ęsъ \| \| \| zemli \| \| frъtъ \| \| ję \| \| \| iže \| \| hĕrъ \| \| ǫsъ \| \| \| (i) \| \| otъ \| \| jǫ \| \| \| (đervь) \| \| ci \| \| tita \| \| \| kako \| \| črьvь \| \| ižica \| \| \| ljudьje \| \| ša \| \| \| | Uglata (hrvatska) glagoljica |  |         |  |       |
| | azъ                          |  | myslite |  | šta   |
| | buky                         |  | našь    |  | jerъ  |
| | vĕdĕ                         |  | onъ     |  | jery  |
| | glagoljǫ                     |  | pokoi   |  | jerь  |
| | dobrĕ                        |  | rьci    |  | ĕtъ   |
| | estъ                         |  | slovo   |  | jo    |
| | živĕti                       |  | tvrъdo  |  | ju    |
| | Ʒĕlo                         |  | ukъ     |  | ęsъ   |
| | zemli                        |  | frъtъ   |  | ję    |
| | iže                          |  | hĕrъ    |  | ǫsъ   |
| | (i)                          |  | otъ     |  | jǫ    |
| | (đervь)                      |  | ci      |  | tita  |
| Kako | kako                         |  | črьvь   |  | ižica |
| | ljudьje                      |  | ša      |  |       |

## Rasprostranjenost glagoljice na hrvatskom prostoru
Postoje dokazi da se na hrvatskom prostoru glagoljalo već 925. godine, papa Ivan X. svojim pismima upućenima kralju Tomislavu i splitskom nadbiskupu svjedoči o postojanju "Metodijeve doktrine".
Najpoznatiji hrvatski glagoljaški spomenik – Baščanska ploča – pokazuje umjerenu oblost. Uglata je glagoljica najčešća u primorskim krajevima: (Istra, Hrvatsko Primorje, Dalmacija, zadarski i kvarnerski otoci, prije svega Krk, Cres i Lošinj), ali se nalazi i u unutrašnjosti Like i Krbave, sve do Kupe, čak do Međimurja i slovenskih krajeva.
Sve do 1992. godine se mislilo da je glagoljica bila nazočna samo u tim krajevima, a onda se došlo do glagoljskih natpisa u crkvama uz rijeku Orljavu, o kojima se do tada nije ništa znalo. Konkretno, radilo se o natpisima na crkvama u Brodskom Drenovcu i Lovčiću, ali i u još nekima, čime se došlo do spoznaje da je i Slavonija bila područje gdje je bila prisutna glagoljica.
Glagoljski nadpisi pronađeni su i u okolici Kopra, Trsta, ali i dalje u Akvileji.
Glagoljica se koristila kako u crkvenim, tako i u svjetovnim poslovima. Imamo primjerice dobro očuvano pismo velikaša Nikole Šubića Zrinskoga iz 1544. godine na glagoljici; važni glagoljski spomenici pravnog karaktera su i Vinodolski zakonik iz 1288. godine, te Istarski razvod s prijelaza 13. na 14. stoljeće.
Prva knjiga tiskana tim pismom i na hrvatskom jeziku jest Misal po zakonu rimskoga dvora (Missale Romanum Glagolitice) iz 1483., koji je tiskan u Kosinju u Lici te se popularno naziva i Kosinjski misal. Tiskanje je dovršeno 22. veljače 1483. i time su Hrvati dobili svoju inkunabulu i to samo 28 god. nakon Gutenbergova izuma. Taj Misal, jest prva knjiga tiskana nelatiničnim slovima. Misal se i danas smatra naljepšom tiskanom glagoljskom knjigom, a raskoš svjedoči o ekonomskoj i intelektualnoj moći popova glagoljaša jer u to vrijeme nije bilo lako pripremiti i tiskati knjigu i to u domaćoj tiskari.
U južnoj lađi zagrebačke katedrale, desno od ulaza, na zidu zvonika uklesan je natpis uglatom glagoljicom koji nas podsjeća na prve veze Hrvata s kršćanstvom i papom Ivanom IV. (640 – 642). To je jedan od najvećih tekstova na glagoljici na svijetu. Natpis je uklesan 1942. godine, a u prijevodu glasi:
 SLAVA V' VIŠNJIH BOGU - NA SPOMEN 1300. GODIŠNJICE POKRŠTENJA HRVATSKOGA NARODA KOJI SE ZAVJERI NA VJEČNU VJERNOST PETROVOJ PEĆINI PRIMIVŠI OD NJE OBEĆANJE OBRANE U SVAKOJ NEVOLJI DRUŽBA BRAĆE HRVATSKOGA ZMAJA ČUVAJUĆI SVETINJE PRADJEDOVA PREPORUČUJUĆI HRVATSKU DOMOVINU VELIKOJ BOGORODICI. – 
Humačka ploča iz (XI. ili XII. stoljeće) pisana je na staroslavenskom jeziku, bosančicom, s uporabom pet slova na glagoljici. 

## Pitanje prvenstva glagoljice i ćirilice
Glagoljica i ćirilica javljaju se u približno isto vrijeme tako da je nemoguće odrediti koje je pismo starije.
Budući da se tada istim znakovima bilježilo i slova i brojeve, brojevni sustav može odgovoriti na pitanje koje je pismo starije, a glagoljska je azbuka u tom pogledu pravilnija što ide u prilog tezi da su glagoljicu sastavila Sveta Braća, a ako znamo da su Braća sastavila prvo slavensko pismo, glagoljica bi mogla biti starija. Nadalje, glagoljski spomenici su uglavnom pisani starijim, arhaičnijim jezikom. Na nekim ćiriličnim spomenicima nalaze se neka glagoljska slova ili cijele riječi što upućuje na to da je ćirilični spomenik prepisan iz starijeg (?) glagoljskog, postoje glagoljski tekstovi koju su izbrisani, a preko njih su napisani ćirilični – sve to može ići u prilog većoj starosti glagoljice.

## Zanimljivosti

### Hrvatske glagoljske knjige
- Za izradu pergamene za Brevijar Vida Omišljanina bilo je potrebno 170 ovaca.[15]
- Francuski kraljevi (poput Karla IX., Henrika II., Luja XIII. i Luja XIV.) stoljećima su tijekom krunidbe prisezali nad Reimskim evanđelistarom.[15]
- Grdovićev zbornik iz 18. stoljeća ima preko 1500 stranica i teži 20 kilograma.[15]
- Ruska nacionalna knjižnica posjeduje 43 tiskane hrvatske glagoljske knjige u 101 primjerku.[15]
- Glagoljski fragmenti iz 11. stoljeća, fragmenti glagoljskoga Brevijara iz 14./15. stoljeća i Zbornik poučenij Jeronima Blaženoga čuvaju se u biblioteci Ruske akademije znanosti.[15]

### Trg glagoljaša
Trg glagoljaša se nalazi u Vinici, u čast viničkim glagoljašima te njihovom učitelju i pokrovitelju biskupu Nikoli Bijankoviću.

### Katedrala u Senju
Katedrala u Senju, jest jedina rimokatolička katedrala u svijetu, gdje su se mise prije II. Vatikanskog koncila služile nelatinskim jezikom.

### Kijevski listići
Kijevski listići su jedan od najstarijih glagoljaških zapisa očuvan do danas. To je fragment sakramentara sačuvan na 7 listova s kraja 9. ili početka 10. stoljeća. Svojevrsni obrednik ili prenosivi misal u listićima čuva se u Kijevu u Ukrajini. Prva stranica listića vjerojatno je pisana kasnije, u 12. stoljeću, i to pomlađenim starohrvatskim jezikom i pismom. Na tom listu nalazi se najstarija nama poznata molitva Blaženoj djevici Mariji pisana hrvatskim jezikom. Radi se o hrvatskoj molitvi Mariji staroj 800 godina.

### Bašćanska staza glagoljice
Bašćanska staza glagoljice je hrvatska povijesna prostorna početnica, projekt-spomenik glagoljici u Baški na otoku Krku. Projekt je to Društva Sinjali koji je započet 2006. godine a staza je otvorena 2009. godine. Na stazi nalazi se 35 skulptura s uklesanim slovima glagoljice (4 su većih dimenzija, djelo akademskog kipara Ljube De Karine a ostale skulpture manjih dimenzija, nastale u kiparskim radionicama u Baški pod njegovim vodstvom, klesali su studenti hrvatskih i europskih akademija).

### Aleja glagoljaša
Aleja glagoljaša je niz od jedanaest spomenika (deset kamenih i jedan bakreni) postavljenih uz cestu duljine sedam kilometara između Roča i Huma u Istri što zajedno obilježavaju značajne trenutke razvoja glagoljice od početaka do hrvatskog Prvotiska, od Ćirila i Metoda do žakna Jurja. Taj složeni, simbolički višeslojni i značenjima bremenit umjetnički sustav postavljen je između 1977. i 1985. godine osmislio je Josip Bratulić, a izveo Želimir Janeš (osim Glagoljskog lapidarija što ga je izradio Branko Fučić).

## Suvremeno doba
U kolovozu 2023. hrvatski književnik Tomislav Beronić objavio je roman Misal kneza Anža Frankopana, u potpunosti tiskan na glagoljici, što je prva takva knjiga nakon 118 godina i zadnjega izdanja Parčićeva misala (1905.) Radnja romana vezana je uz kneza Ivana VIII. Frankopana Brinjskog i uspostavu prve hrvatske tiskare u Kosinju.

## Vanjske poveznice

### Sestrinski projekti
|  | Zajednički poslužitelj ima stranicu o temi Glagoljica |

|  | Zajednički poslužitelj ima još gradiva o temi Glagoljaški natpisi u Hrvatskoj |

### Mrežna mjesta
Izdanja
- Mihaljević, Milan; Šimić, Ana; Mihaljević, Ana: Glagoljica za znatiželjne Staroslavenski institut: Zagreb, 2021.

Fontovi, programi i dodatci
- Glagoljska učilica
- Fontovi: , , Font s Unicode-ovom podrškom
- Dodatak za Firefox koji omogućuje pisanje glagoljicom na Internetu  Arhivirana inačica izvorne stranice od 7. kolovoza 2011. (Wayback Machine)
- Program za pretvorbu glagoljice | croDict.com  Arhivirana inačica izvorne stranice od 19. veljače 2010. (Wayback Machine)

Članci, popisi i stranice
- Glagoljica - Hrvatska Atlantida (rus.)
- Zoxov Internet kutak Glagoljica
- Primjeri uporabe glagoljice u poduci iz informatike, poduci o zamjeni žarulje na automobilu i rješavanju matematičkih problema